# ニューメディア
ニューメディア（英語: New media）

## 1980年代のニューメディア
科学技術の発展に伴って誕生した、従来のテレビ、ラジオ、新聞などの既存のマスメディアとは異なる新たな媒体として、1980年代に普及が期待されていた情報メディアの総称である。
INSを中心とした高速度ネットワークを中心に、各企業・家庭に設置された新型端末を介して情報を得たり、発信したりということがコンセプトとなっている。1985年に開催されたつくば科学万博は、このニューメディアを実体験できる見本市としての性格が強かった。
多くは時代の徒花となったが、マルチメディア・双方向メディアの思想自体は先見の明があり、後にインターネットがIT革命を起こすことになった。

### 当時の代表的な設備やサービス
- キャプテンシステム（ビデオテックス）[1]
- 文字放送[1]
- ファクシミリ放送[1]
- CATV[1]
- INS（Information Network System：高度情報通信システム） - 当時は「いったい・なにを・するの」の略だとも揶揄された。一部はINSネット（ISDN）として実現した。
- マイコン
- テレビ電話
- パソコン通信
- ホームオートメーション（外出先からDTMFを用いて家電の遠隔操作を行なう）

### その後
当時から双方向性が謳われていたが、端末や通信料が非常に高価であること、端末の性能に起因する制約などからコンテンツの利便性が既存メディアを超えるものにならず、CATV・パソコン通信・ファクシミリなどその特性を生かせるものを除き一般家庭への普及は進まなかった。INSについては、一部の大口顧客の企業内ネットワークとして活用されるに過ぎなかった。
1990年代に入り、高性能パソコンや高速のインターネット、また携帯電話が普及し、高速での情報送受信が出来るようなインフラが整備されると、莫大な投資をして整備されたINSではあったものの一世代前の技術となり見劣りが避けられず、2000年代には光ファイバーケーブルを中心とした情報網への投資に切り替わっている。
現在ではインターネットへ発展しているとも捉えられるが、その実態は、行政主体で莫大なインフラ投資をしてもそのコンテンツが貧弱であれば普及は進まないことを証明した。対照的に、インターネットは民間主体の投資で行われ爆発的に発展したという違いがある。つまりビジネスモデルとして魅力のある提案をしていけるかどうかが成否の鍵を握っているといえる。
電電公社の後継のひとつであるNTTドコモは豊富なコンテンツを備えたiモードにより一時日本のコンテンツ産業を席巻、雪辱を果たしたが、さらに多くのコンテンツにアクセス可能であるスマートフォンの登場により再びの打撃を受けた。

## インターネット時代のニューメディア
インターネットとSNSの台頭を受けて、テレビや新聞などの「オールドメディア」と対比する形で「ニューメディア」の語が多用されるようになった。この場合はソーシャルメディアを指すことが多い。